# Task have Fun
Task have Fun（タスク・ハブ・ファン）は、日本の女性アイドルユニット。
ヴェルヴェットマネージメントに所属する熊澤風花・白岡今日花・里仲菜月により、2016年に結成されたダンス&ボーカルグループ。通称: タスク。

## 概要・背景

### 活動の概要
2016年、芸能事務所ヴェルヴェットマネージメントに所属する当時小中学生の3名、熊澤風花・白岡今日花・里仲菜月によるユニットが1年のレッスン期間を経て発足。仮名「TASK part ONE」として都内の対バンに初出演。正式なユニット名が『Task have Fun』に決定すると、同年5月にデビュー・ワンマンライブを開催した。同日にデビューシングル『TASK』を発売。以後、1年間で出演したライブは150本以上に至った。
2017年、デビュー1周年に発表したシングル『3WD』では、これまでの王道アイドル路線から一変したビート・スタイルが反響を呼び支持層が拡大。メディアへの露出も増加し、全楽曲の配信も開始した。
2018年、初のライブツアーを開催。7thシングルより全国流通盤となり、メンバーのソロ曲収録シングルを発売。ライブツアー開催も定例化していく。
2019年、メンバーの地元を周回するツアーを行い、1stアルバムを発売。また、初の全国ツアーを行い、中野サンプラザにてライブを開催。
2020年、新型コロナウイルス感染症の流行により、上半期の予定していた大半を活動自粛。ハロー!プロジェクトで知られる音楽プロデューサー・つんく♂とのコラボが実現し、活動5周年に向けたプロジェクトを始動する。
2021年、シングル『BABYLONIA』がオリコンチャートのインディーズとデイリーでユニット初の1位を記録した。秋から2年ぶりのツアーを開催。
2022年、全国ツアーを行い、ファイナルの中野サンプラザ公演では初の生バンド演奏も実現した。2ndアルバム『Violet tears』を発売し、オリコン週間ランキング4位、インディーズ週間2位、デイリー1位にランクインする。

### ユニット名の由来
ユニット名の「Task have Fun」は、和訳すると「課題・仕事・務めを、楽しもう・楽しんでいる」などになる。ユニットでは「人生は課題（Task）だらけ、だったらそんなTaskを楽しみながらクリアしちゃおう！ 」をコンセプトとしている。
単独ライブなどのイベントではユニットに課題を課し、メンバーの成長を促す企画を行っている。これまでの企画課題は、集客数・生ギター演奏・写真展示会の実現・アパレルのデザイン・作詞・振付・プロデュース公演・即席セットリストなど。

### スタイル
オリジナルのouverture『Begin the Task』に合わせ、白岡・熊澤・里仲の順にステージに入る。登場後すぐにパフォーマンスを始め、合間または最後に自己紹介をするスタイルを基本としている。挨拶は、冒頭で「イェイ」と入れてから名乗る（※イェイ、○○○○です）。終わりもオリジナルのエンディングSEをバックに、「Woo〜タスク、帰ります」などの台詞で締めて退場する。
ユニットのイメージカラーは■パープルで、ロゴの配色や衣装などに採用されている。初期には、☑（チェックマーク）をデザインに使用していた。メンバーのイメージカラーも設定している。当初は時々の要所のみの採用で流動的となっていたが、後に見直され衣裳や意匠等に担当カラー割り当て頻度が高まった。

### スタッフ
主な楽曲のプロデュースは、フリーの音楽クリエイター・GUCCHO（Toshiya Yamaguchi）、他にすみだしんや・つんく♂などが担当。ミュージック・ビデオのプロデューサーは主に明智宏（Velvet Management代表）、映像ディレクターは浜田雄平（leohmd）などが務めている。振り付けはデビュー時からSA.KANAが担当している。

### 評価
長年アイドルの現場に携わっている吉田尚記（ニッポン放送）は、「今の有力アイドル達の源流とは、出自がまったく違う存在で既視感がない。全てをバランスよく兼ね備え、プロデュースの一貫性も感じる」と評している。
楽曲『3WD』が、2017年度『アイドル楽曲大賞』インディーズ部門1位獲得した際、実行委員達は「当時は盤の流通ルートがほぼ皆無ながらも、多くの支持を得た特殊な例。低予算を工夫やセンスでカバーし、なにより現場の楽しさに配慮をしている」と分析している。

## メンバー
| 名前                         | 生年月日              | 身長  | 出身地 | カラー   | 備考                      | 出典          |
| ---------------------------- | --------------------- | ----- | ------ | -------- | ------------------------- | ------------- |
| 白岡今日花 しらおか きょうか | 2002年6月25日（23歳） | 162cm | 東京都 | ブルー   | MC担当、元R2K             | [ 22 ] [ 23 ] |
| 熊澤風花 くまざわ ふうか     | 2002年7月2日（22歳）  | 162cm | 埼玉県 | レッド   | 元プリティグッド！、元FMF | [ 24 ] [ 25 ] |
| 里仲菜月 さとなか なつき     | 2003年7月10日（21歳） | 165cm | 茨城県 | グリーン | 元S.T.O                   | [ 26 ] [ 27 ] |

## 略歴

### 2016年
2月、熊澤風花・白岡今日花・里仲菜月の3名によるユニットが発足。仮名「TASK part ONE」として都内の対バンに出演。
4月、ユニット名が『Task have Fun（タスク・ハブ・ファン）』に決定。
5月、デビュー・ワンマンライブを開催し、デビューシングル『TASK』を発売。
6月、アイドルイベント『アイドル甲子園』の関連公演に初出演。
7月、アイドル甲子園の大阪公演に出演。
8月、アイドル甲子園主催フェス「SUMMER FESTIVAL 2016」に出演。初主催した対バンライブ「LIVE Task」および2ndワンマンライブを開催し、2ndシングル『部屋の中の天使』を発売。
9月、TBSテレビ『開運音楽堂』にゲスト出演。
10月、『東京アイドル劇場』にて定期公演を開始。
12月、出演ライブが通算100本に到達。

### 2017年
1月、3rdワンマンライブを開催し、3rdシングル『ギュッと、チュッと』を発売。ギター弾き語りを初披露。
2月、名古屋で3rdワンマンライブの番外公演を開催。定期公演にて、メンバー各々が初プロデュース。
3月、4thワンマンライブと写真展示会を開催。熊澤が兼任し活動休止中だったアイドルユニット『プリティ♡グッド！』が当月をもって活動終了。
4月、「アイドル横丁」の関連公演に初出演。定期公演にてアコースティック・ライブを企画。白岡がレインボータウンエフエム放送『HAPPY-GO-LUCKY かをる★のミュージックどん丼 79.2』のレギュラーパーソナリティとなる。
5月、4thシングル『3WD』を発売。デビュー1周年記念ワンマンライブを開催。
6月、「TOKYO IDOL FESTIVAL メインステージ争奪戦ライブ」および「@JAM PARTY vol.15」に出演。
7月、「ポタフェス2017」に出演し、ヘッドフォン機器ブランド『Skullcandy Japan』とのコラボ商品を発売。名古屋で1周年記念の番外公演を開催。大型フェス『アイドル横丁夏まつり!!』に初出演。
8月、大型フェス『TOKYO IDOL FESTIVAL』に初出演。『mora』で全楽曲の配信を開始。メンバーのSHOWROOM個人配信を開始。
8月、大型フェス『@JAM EXPO』に初出演し、注目度ランキングで総合トップを記録した。SHOWROOMにて配信番組『部屋の中の天使たち』を開始。
9月、白岡が『開運音楽堂』の準レギュラーとなる。
10月、単独公演「Task "Start you up!"」を開催し、初めて生配信を実施。5thシングル『幻想セレナーデ』を発売。
11月、那覇市で開催された「アイドル甲子園 in OKINAWA supported by 生メール」に出演。
12月、定期公演の拡張版「東京アイドル劇場ツアー」を開始。3回目の対バン「LIVE Task 〜3マンライブ〜」を主催し『キミなんだから』を初披露。本年度『アイドル楽曲大賞』のインディーズ部門にて『3WD』が1位となる。

### 2018年
1月、TIP×@JAM合同の「ニューイヤープレミアムパーティー2018」に出演。
2月、TOKYO MX主催フェス『MX IDOL FESTIVAL』に初出演。
3月、アイドル甲子園「SPRING FESTIVAL 2018」に出演。
4月、単独公演「Task "Urban legend!"」を開催し、6thシングル『キミなんだから』を発売。TIF2018タイ・バンコク公演にて初の海外遠征出演。
5月、対バンライブ「LIVE Task 〜3×3〜」および2周年記念ライブ「LIVE Task 〜Happy〜」を開催。「@JAM 2018 〜SUPER LIVE〜」に出演。
6月、結成2周年記念 東名阪ツアーを開催し、楽曲を提供したシンガーソングライター・見田村千晴が客演。初の全国流通盤となった7thシングル『「キメ」はRock You!』を発売。
7月、結成2周年記念 写真展を開催。「アイドル横丁夏まつり!!〜2018〜」に出演。白岡今日花の写真集が発売。
8月、「TOKYO IDOL FESTIVAL 2018」ではメインステージに初出演。白岡が自身のルーツをもつ台湾で開催されたイベントに初出演。『週刊ヤングジャンプ』No.38にて、熊澤風花がグラビアに初掲載。
8月、『24時間テレビ 「愛は地球を救う」41』のチャリティーライブに初出演。「@JAM EXPO 2018」に出演し、熊澤が本年度の@JAM選抜ユニットメンバーに選出。
9月、ラジオNIKKEI主催の「アイドルジェネレーション」に初出演。
10月、8thシングル『けどハニカミ』を発売。テレビ冠番組『Task have Fun の たのしく すまいるで くりあ』が放送される。秋の東名阪ツアー「Task ”2018 Update Tour」が開幕。
11月、ツアーファイナル公演を品川ステラボールにて開催。メンバーソロ曲収録の9thシングル『3colors』を発売。
12月、矢口真里プロデュースイベント『やぐフェス』に初出演。熊澤がグラビア掲載。ライブ作品『2nd Anniversary Oneman Live at YAMANO HALL』を発売。ももいろクローバーZ主催の大型フェス『ももいろクリスマス』に初出演。

### 2019年
1月、2度目の台湾遠征。
2月、熊澤が週刊ヤングジャンプにて初の表紙掲載。
3月、@JAMのイベントにて初の香港遠征に出演。サーキットフェス『IDORISE!! FESTIVAL』、杉本屋製菓主催の「まけんグミフェス☆2019」に出演。
3月、10thシングル『インダ ビュリフォデイ』を発売。メンバーの地元を周回する結成3周年記念「3のキセキ」ツアーが開幕し、熊澤プロデュースの埼玉公演を開催。
4月、H.I.P.主催のライブツアー「GIG TAKAHASHI tour 2019」が開幕し、レギュラー出演を開始。白岡が本年度の＠JAMナビゲーターユニット『R2K』メンバーに選出。白岡プロデュースの東京公演を開催。
5月、里仲プロデュースの茨城公演を開催。「@JAM 2019 〜SUPER LIVE〜」に出演しR2Kの初披露。
6月、GIG TAKAHASHIツアーが閉幕。結成3周年記念の写真展および「3のキセキ」ツアーが閉幕。ライブ作品『Task "2018 Update Tour" at Stellar Ball』を発売。
7月、欧州最大級の日本文化博覧会「Japan Expo 2019」出演のため初のフランス遠征。東海地方の大型フェス『SEKIGAHARA IDOL WARS 〜関ケ原唄姫合戦〜』に初出演。
8月、「TOKYO IDOL FESTIVAL 2019」に出演。開催10周年を記念したコラボステージは『3WD』で締めくくられた。日比谷野外大音楽堂で開催された「DATE THE POP Special edition〜SUMMER DATE〜」に出演。
8月、初のアルバム『RED ALBUM』『BLUE ALBUM』『GREEN ALBUM』3枚を同時発売。「@JAM EXPO 2019」に出演。初の全国ツアー「Anytime Tasks」が開幕。
10月、ギュウ農フェス主催の「爆音大収穫祭 road to 2020」に出演。
11月、全国ツアーファイナルを中野サンプラザにて開催。
12月、公式ファンクラブ開設。「ももいろクリスマス2019」に出演。

### 2020年
1月、「アイドル甲子園」「ニューイヤープレミアムパーティー」「MX IDOL FESTIVAL」に出演。
2月、「GIG TAKAHASHI tour 2020」が開幕。11thシングル『星フルWISH』を発売。
3月、新型コロナウイルス感染症の流行によりツアーが中止。
5月、里仲が、10周年を迎えた＠JAMのナビゲーターユニット『S.T.O』メンバーに選出。つんく♂とコラボするプロジェクト『つん♂タス♀』が発足し、ユニットを支援するソシオ『Task have Fun SMILE Island』を設置。
7月、無観客配信で行われた半年ぶりの対バンライブ「MX IDOL FESTIVAL Vol.17」に出演。また、単独の配信ライブを、さいたまスーパーアリーナで行った。
8月、「GIG TAKAHASHI tour 2020」オンライン公演にて閉幕。「＠JAM ONLINE FESTIVAL 2020」に出演。
10月、「TOKYO IDOL FESTIVAL オンライン2020」に出演。つんく♂プロデュース第1弾シングル『あしたに向かうダイアリー』を発売。
11月、1年ぶりの有観客ワンマンライブ「11.22 Zeppでライブだよ」をZepp DiverCityにて開催。
12月、ユニットの写真集『2020+3』を発売。

### 2021年
1月、「ニューイヤープレミアムパーティー2021」「MX IDOL FESTIVAL vol.21」に出演。
2月、対バンライブをシリーズ化した「タスクフォース」を開始。
3月、熊澤風花と白岡今日花の高校卒業記念ライブを開催。
4月、@JAMがコラボした熊本県の大型ポップカルチャーイベント『くまフェス』に出演。熊澤が本年度の＠JAMナビゲーターユニット『FMF』メンバーに選出。
5月、中野サンプラザホールで予定していた結成5周年記念コンサート「Go Task 5!!!」を、無観客配信ライブで代替開催。13thシングル『BABYLONIA』を発売し、オリコン・インディーズチャートとデイリーで初の1位を記録。「@JAM 2021 〜SUPER LIVE〜」に出演しFMFの初披露。
7月、大型フェス『超NATSUZOME』や「関ケ原唄姫合戦」「六本木アイドルフェスティバル」などに出演。
8月、10周年を迎えた「@JAM EXPO 2020-2021」に出演し、熊澤出演のFMF最終ステージのほか、里仲出演のS.T.Oが1日限りの再結成を披露。
10月、「TOKYO IDOL FESTIVAL 2021」に出演。
11月、2年ぶりのツアー「Face to Faceツアー」が開幕。
12月、ピノキオピーがプロデュースした14thシングル『ぎぷす』を発売し、オリコン・インディーズ週間ランキングで2作連続の1位を記録。

### 2022年
1月、「ニューイヤープレミアムパーティー2022」に出演。レギュラーラジオ番組 『Radio have Fun』がFM FUJIで放送開始。
3月、全国ツアー「〜Taskあいにいきます。〜」が、Zepp Haneda東京公演より開幕。「IDORISE!! FESTIVAL 2022」に出演。
4月、「クロフェス2022」に出演。
5月、「JAPAN CENTRAL IDOL FESTIVAL 2022」「@JAM 2022〜SUPER LIVE〜」に出演。
6月、初の生バンド演奏による全国ツアーファイナルを中野サンプラザにて開催し、サウンドプロデューサー・GUCCHOがギタリストとしてライブ初共演。
7月、「六本木アイドルフェスティバル 2022」に出演。
8月、「TOKYO IDOL FESTIVAL 2022」「@JAM EXPO 2022」に出演。
11月、2ndアルバム『Violet tears』を発売。里仲が体調不良により休養。

### 2023年
1月、「ニューイヤープレミアムパーティー2023」に出演。
2月、「GIG TAKAHASHI 2 tour 2023」に出演。
3月、長期休養中だった里仲が月末より復帰。
4月、テレ朝動画logirlにて冠番組『Task have Fun Diary』の配信開始。結成7周年記念ツアー 「Lucky7」が開幕。
5月、結成7周年記念ツアーファイナルが、神田スクエアホールにて閉幕。
6月、みょーちゃん劇団にて舞台初出演。
8月、「TOKYO IDOL FESTIVAL 2023」のメインステージにて、初のトリを務める。
11月、2年ぶりの16thシングル「Vibes」をリリース。新作に伴うフリーライブツアーを開始。

### 2024年
4月、サンミュージック出版と業務提携（エージェント契約）。

## 作品
音楽作品レーベル：LIKE IT MUSIC

### シングル
| #    | リリース日     | タイトル                 | c/w                           | 規格                         | 型番                         | 備考 |
| ---- | -------------- | ------------------------ | ----------------------------- | ---------------------------- | ---------------------------- | --- |
| 1st  | 2016年5月28日  | TASK                     | いつだって君のそばで          | CD                           | LIMC0004                     | 2017年8月 リマスター配信                                                                                        |
| 2nd  | 2016年8月15日  | 部屋の中の天使           | ロラロラコースター            | CD                           | LIMC0005                     | 同上 リマスター配信                                                                                             |
| 3rd  | 2017年1月8日   | ギュッと、チュッと       | 全開!Teenage Riot!!           | CD                           | LIMC0006                     | 同上 配信 |
| 4th  | 2017年5月5日   | 3WD                      | ふぁんふぁんエブリデイ        | CD                           | LIMC0007                     | 同上 配信。第6回『アイドル楽曲大賞』インディーズ部門1位                                                         |
| 5th  | 2017年10月1日  | 幻想セレナーデ           | マーブル色の気持ち            | CD                           | LIMC0008                     | 同年11月 ハイレゾ配信                                                                                           |
| 6th  | 2018年4月7日   | キミなんだから           | 春風                          | CD                           | LIMC0010                     | 同年3月「春風」、同4月ハイレゾ配信                                                                              |
| 7th  | 2018年6月9日   | 「キメ」はRock You!      | ラブグリッター                | CD CD+DVD                    | LIMC-1001 LIMC-2001          | 初の全国流通盤（プラケース仕様）。同月ハイレゾ配信 翌7月7日にDVD付バージョンをリリース                          |
| 8th  | 2018年10月13日 | けどハニカミ             | 彗星のステージ                | CD CD+DVD                    | LIMC-1002 LIMC-2002          | 同月ハイレゾ配信。オリコン・インディーズ週間ランキング4位 DVD付バージョン（見開き紙ジャケット仕様）同日リリース |
| 9th  | 2018年11月23日 | 3colors                  | Begin the Task                | CD                           | LIMC-1003                    | メンバーのソロ3曲をCD化。同月ハイレゾ配信。                                                                     |
| 10th | 2019年3月28日  | インダ ビュリフォデイ    | Hi・Ra・Ri                    | CD                           | LIMC-1004                    | 翌4月ハイレゾ配信。オリコン・インディーズ週間ランキング3位                                                      |
| 11th | 2020年2月12日  | 星フルWISH               | ルミナストレイン              | CD CD+Blu-ray                | LIMC-1008 LIMC-2003          | 翌3月ハイレゾ配信。オリコン・インディーズ週間ランキング3位 BD付バージョン同日リリース                           |
| 12th | 2020年10月29日 | あしたに向かうダイアリー | つん♂タス♀プロジェクトを参照  | つん♂タス♀プロジェクトを参照 | つん♂タス♀プロジェクトを参照 | つん♂タス♀プロジェクトを参照                                                                                    |
| 13th | 2021年4月28日  | ちょく胸にフォルテシモ   | つん♂タス♀プロジェクトを参照  | つん♂タス♀プロジェクトを参照 | つん♂タス♀プロジェクトを参照 | つん♂タス♀プロジェクトを参照                                                                                    |
| 14th | 2021年5月18日  | BABYLONIA                | つなぐならココロ ima cococala | CD CD+DVD                    | LIMC-1009 LIMC-2004          | オリコン週間ランキング4位、インディーズ週間1位、デイリー1位 DVD付バージョン同日リリース                         |
| 15th | 2021年12月14日 | ぎぷす                   | ケルベロス                    | CD                           | LIMC-1010                    | オリコン・インディーズ週間ランキング1位                                                                         |
| 16th | 2023年11月11日 | Vibes                    | バタフライデーナイト          | CD                           | LIMC-1013                    | オリコン・インディーズ週間ランキング2位                                                                         |

#### つん♂タス♀プロジェクト
つんく♂プロデュース（作詞作曲）。つん♂タス♀（TNTS）レーベルの作品は、本体の作品枠としてもカウントされている。
| #   | リリース日     | タイトル                 | c/w                                     | 規格 | 型番      | 備考                                                                                  |
| --- | -------------- | ------------------------ | --------------------------------------- | ---- | --------- | ------------------------------------------------------------------------------------- |
| 1st | 2020年10月29日 | あしたに向かうダイアリー | 3WD（2020 Remix）                       | CD   | TNTS-1001 | 編曲:鈴木俊介、3WD（2020 Remix）編曲:大久保薫 オリコン・インディーズ週間ランキング2位 |
| 2nd | 2021年4月28日  | ちょく胸にフォルテシモ   | あしたに向かうダイアリー （2021 Remix） | 配信 | TNTS-1002 | デジタル配信リリース クラウドファンディング支援者のみパッケージ盤を配布               |

### アルバム
| #   | リリース日    | タイトル                         | 規格 | 型番                          | 備考 |
| --- | ------------- | -------------------------------- | ---- | ----------------------------- | --- |
| 1st | 2019年8月13日 | RED ALBUM BLUE ALBUM GREEN ALBUM | CD   | LIMC-1005 LIMC-1006 LIMC-1007 | メンバーカラーに因んだタイトル3枚を同時リリース。見開き紙ジャケット仕様 オリコン・インディーズ週間ランキング6位（RED）/ 7位（BLUE）/ 10位（GREEN） |
| 2nd | 2022年11月8日 | Violet tears                     | CD   | LIMC-1011                     | オリコン週間ランキング4位、インディーズ週間2位、デイリー1位                                                                                        |
| 3rd | 2025年3月19日 | Have Fun Days                    | CD   | LIMC-1014                     | |

【配信アルバム】
- 『PURPLE ALBUM』(2019年10月18日） - 1stアルバム3作品を纏めた配信限定のコンピレーション盤。

### ソロ曲
メンバーのソロ曲を9thシングル『3colors』として発売。
- Begin the Task（ouverture） - 作編曲：GUCCHO
- あい合い傘（白岡今日花 feat.Task have Fun） - 作詞：河内美里 / 作編曲：中島岳
- Pumping Love（熊澤風花 feat.Task have Fun）- 作詞：Nao Touyama（當山奈央） / 作編曲：GUCCHO
- 僕はマグネット（里仲菜月 feat.Task have Fun）- 作詞 / 作曲：かをる★ / 編曲：ミツハナケンゴ

### 映像
- 1st Anniversary Oneman Live at Astro Hall（2017年8月4日、LIKE IT MUSIC、Velvet Management）ISBN 978-4907301491
- Task have Fun 単独公演 "Task Start you up!"（2017年12月28日、LIKE IT MUSIC、Velvet Management）ISBN 978-4907301620
- 2nd Anniversary Oneman Live At Yamano Hall（2018年12月22日、LIKE IT MUSIC） - Blu-ray：型番 LIMC3001
- Task "2018 Update Tour" at Stellar Ball（2019年6月23日、LIKE IT MUSIC） - DVD / Blu-ray：型番 LIMC3002 / LIMC3003
- The Whole Country Tour AnyTime Tasks at NAKANO SUNPLAZAHALL 2019（2020年6月17日、LIKE IT MUSIC） - Blu-ray：型番 LIMC3004

### 写真集
- 1周年フォトブック（2017年6月、Velvet Management） - 会場限定販売
- 結成2周年記念フォトブック（2018年6月、Velvet Management） - 会場限定・オンライン販売
- Task have Fun 1st写真集『2020+3』（2020年12月27日、SKIYAKI、撮影：細居幸次郎） - オンライン販売・HMV&BOOKS限定販売 ISBN 0091557038

### タイアップ
| 楽曲名                | タイアップ先                                                                                             | 収録作品                     |
| --------------------- | --- | ---------------------------- |
| 3WD                   | テレビ朝日『サイキ道』エンディングテーマ                                                                 | 「3WD」                      |
| マーブル色の気持ち    | TBSテレビ『開運音楽堂』2017年11月度パワープレイ エクシング『JOYSOUND』2018年3月度CM BGM                  | 「幻想セレナーデ」           |
| キミなんだから        | テレビ岩手『らどんぱ!』2018年4月 - 10月度エンディングテーマ                                              | 「キミなんだから」           |
| 「キメ」はRock You!   | TBSテレビ『開運音楽堂』2018年6月度パワープレイ                                                           | 「「キメ」はRock You!」      |
| けどハニカミ          | ケンズカフェ東京 20thアニバーサリーソング                                                                | 「けどハニカミ」             |
| インダ ビュリフォデイ | TBSテレビ『開運音楽堂』2019年4月度パワープレイ                                                           | 「インダ ビュリフォデイ」    |
| 逆光                  | TBSテレビ『開運音楽堂』2019年8月度パワープレイ                                                           | 『RED / BLUE / GREEN ALBUM』 |
| 星フルWISH            | テレビ大阪『濱口女子大学』2020年2月度エンディングテーマ TBSテレビ『開運音楽堂』2020年2月度パワープレイ   | 「星フルWISH」               |
| BABYLONIA             | テレビ東京『音流〜On Ryu〜』2021年6月度エンディングテーマ TBSテレビ『開運音楽堂』2021年6月度パワープレイ | 「BABYLONIA」                |
| ima cococala          | 全国音楽情報TV『Music B.B.』2021年9月度パワープレイ                                                      | 「BABYLONIA」                |
| La La La ショコラ     | ケンズカフェ東京 25thアニバーサリーソング                                                                | 『Violet tears』             |

## イベント・ライブ

### 主催

#### 単発公演
- デビュー・ワンマンライブ（2016年5月28日、新宿RUIDO K4）
- 2ndワンマンライブ（2016年8月15日、渋谷Glad）
- 3rdワンマンライブ（2017年1月8日、新宿RUIDO K4）
  - 3rdワンマンライブ in 名古屋（2017年2月19日、名古屋 大須TOYS）
- 4thワンマンライブ（2017年3月20日、新宿Zirco Tokyo）
- 1周年記念ワンマンライブ（2017年5月27日、原宿Astro Hall）
  - 1周年記念ワンマンライブ in 名古屋（2017年7月2日、名古屋 栄ムジカ）
- 単独公演「Task "Start you up!"」（2017年10月1日、新宿BLAZE）
- 単独公演「Task "Urban legend!"」（2018年4月7日、新宿LOFT）
- 沖縄遠征振替公演「Task "Update直前無料ライヴ"」（2018年10月8日、渋谷Studio Freedom）
- 星フルWISHリリース記念ライブ in 大阪（2020年1月26日、大阪MUSE）
- 11.22 Zeppでライブだよ（2020年11月22日、Zepp DiverCity）
- 30min. LIVE（2020年11月29日、西武園競輪場サイクルシアター）
- タスタスクリスマス2020（2020年12月24日、渋谷WWW） - Task＋club会員限定
- ゆくタス・くるタス ～60min.LIVE～（2020年12月29日、タワーレコード渋谷CUTUP STUDIO）
- 月曜日からTaskだよ（2021年1月18日、渋谷duo MUSIC EXCHANGE）
- バレンタイン★LIVE!!!（2021年2月13日、西武園競輪場サイクルシアター）
- 白熊JK卒業記念ライブ「さよなら制服」（2021年3月28日、新宿BLAZE）
- Task at SEIBUEN 45min LIVE!!!（2021年5月16日、西武園競輪場サイクルシアター）
- important  Task（2021年8月6日、新宿BLAZE）
- Taskの一番アツい夏（2021年8月14日、名古屋名港ライオンドーム）
- ゆくタス・くるタス 2021（2021年12月28日、東京スカイツリータウン）
- 1日遅れのホワイトデーSPアコースティックライブ（2022年3月15日、渋谷LOFT HEAVEN）
- 遅れてきた夏休み 2023（2023年10月8日、西武園競輪場サイクルシアター）

#### 単独ツアー
2018年
- 結成2周年記念ライブ 東名阪ツアー（6月）[115]
  - 東京公演（9日、東京山野ホール）[116]
  - 大阪公演（23日、大阪FUNJtwice）
  - 名古屋公演（24日、名古屋ReNY limited）
- Task ”2018 Update Tour”
  - 大阪公演（10月27日、吹田ESAKA MUSE）
  - 名古屋公演（11月4日、名古屋CLUB QUATTRO）
  - 東京公演（11月23日、品川ステラボール）[117]

2019年
- 結成3周年記念「3のキセキ」（メンバー地元周回ツアー）
  - 埼玉公演（3月31日、HEAVEN'S ROCK さいたま新都心 VJ-3）
  - 東京公演（4月27日、下北沢GARDEN）
  - 茨城公演（5月5日、水戸ライトハウス）
  - 千秋楽公演（6月23日、赤坂BLITZ）
- Task have Fun 全国ツアー2019 〜Anytime Tasks〜
  - 千葉公演（8月31日、柏PALOOZA）
  - 栃木公演（9月7日、HEAVEN'S ROCK 宇都宮 VJ-2）ゲスト：けちょん（ゆるめるモ!）
  - 神奈川公演（9月14日、新横浜NEW SIDE BEACH!!）ゲスト：モリナオフミ（フラチナリズム）
  - 大阪公演（9月22日、吹田ESAKA MUSE）
  - 愛知公演（9月23日、名古屋CLUB QUATTRO）
  - 宮城公演（10月14日、仙台HooK）ゲスト：いぎなり東北産
  - 福岡公演（10月27日、福岡INSA）
  - 北海道公演（11月2日、札幌KRAPS HALL）ゲスト：ミルクス本物
  - 千秋楽 東京公演（11月23日、中野サンプラザホール）[118]

2021年
- Face to Faceツアー
  - 埼玉公演（11月6日、HEAVEN'S ROCK さいたま新都心 VJ-3）
  - 大阪公演（11月20日、梅田Shangri-La）
  - 愛知公演（11月27日、伏見ライオンカフェ）
  - 京都公演（11月28日、京都MUSE）
  - 千秋楽 東京公演（12月5日、東京キネマ倶楽部）

2022年
- 結成6周年記念全国ツアー「〜Taskあいにいきます。〜」
  - 東京公演（3月11日、Zepp Haneda）
  - 東京公演（3月21日、渋谷O-WEST）
  - 千葉公演（4月3日、柏PALOOZA）
  - 宮城公演（4月9日、仙台ダーウィン）
  - 茨城公演（4月10日、水戸LIGHT HOUSE）
  - 群馬公演（4月30日、高崎clubFLEEZ）
  - 愛知公演（5月3日、名古屋CLUB QUATTRO）
  - 大阪公演（5月4日、吹田ESAKA MUSE）
  - 福岡公演（5月21日、福岡BEAT STATION）
  - 広島公演（5月22日、広島LIVE VANQUISH）
  - 千秋楽 東京公演（6月12日、中野サンプラザホール）
  - 振替 神奈川公演（7月9日、横浜ベイホール）

2023年
- 結成7周年記念ツアー「Lucky7」
  - 千葉公演（4月30日、柏PALOOZA）ゲスト：CROWN POP
  - 埼玉公演（5月3日、HEAVEN'S ROCK さいたま新都心 VJ-3）ゲスト：かすみ草とステラ
  - 東京公演（5月4日、東京キネマ倶楽部）ゲスト：FES☆TIVE
  - 宮城公演（5月13日、仙台ダーウィン）ゲスト：りんご娘
  - 愛知公演（5月20日、名古屋SPADE BOX）ゲスト：手羽先センセーション
  - 大阪公演（5月21日、大阪ROCKTOWN）ゲスト：EON（元大阪☆春夏秋冬）
  - 千秋楽 東京公演（5月28日、神田スクエアホール）

#### オンライン公演
- 結成4周年記念SP配信トーク＆ライブ（2020年5月31日）
- 3人まとめて生誕祭 ! 〜今年はがっつり配信ライブでお祝いだ ! 〜（2020年6月28日）
- 3rd配信ライブ（2020年7月25日、さいたまスーパーアリーナ）
- 4th配信ライブ（2020年8月8日、新横浜NEW SIDE BEACH!!）
- 5th配信ライブ「タスク高校アイドル部♡」（2020年8月22日）
- 6th配信ライブ「激闘!! クイズでライブSP」（2020年9月22日）
- 落ち着いたら逢いに行くね！（2021年2月6日、Space emo池袋）
- #タスクエモい バレンタイン★オンラインLIVE!!!（2021年2月14日、Space emo池袋）
- 結成5周年記念コンサート「Go Task 5!!!」（2021年5月1日）
- Task have Fun 配信ライブSP（2021年9月10日）

#### 対バン
- LIVE Task
  - 〜Summer course〜（2016年8月15日、渋谷Glad）
  - 〜Summer course〜vol.2（2017年8月14日、渋谷club aisa）
  - 〜3マンライブ〜（2017年12月29日、TOKYO FM HALL）
  - 〜3×3〜（2018年5月5日、TOKYO FM HALL）
  - 〜Happy〜（2018年5月27日、白金高輪SELENE b2）
- タイバンシリーズ「タスクフォース」
  - vol.1（2021年2月28日、横浜ベイホール）- B.O.L.T、CROWN POP
  - vol.2（2021年3月14日、横浜ベイホール）- 虹のコンキスタドール、いぎなり東北産
  - vol.3（2021年8月21日、渋谷duo MUSIC EXCHANGE）- アップアップガールズ（2）、Non¬Fiction
  - vol.4（2021年9月20日、Streaming+）- まなみのりさ
  - vol.5（2023年3月29日、渋谷WWW）- JamsCollection、Peel the Apple

その他
- 九州女子翼 2マンLIVE（2019年10月26日、福岡INSA）
- Party Rockets GT×Task have Fun（2020年2月4日、渋谷SOUND MUSEUM VISION）
- STU48瀬戸内PR部隊×Task have Fun（2021年5月11日、池袋Club Mixa）[119]
- クマリデパート×Task have Fun「よっこらフェス2021」（2021年6月23日、新宿BLAZE）
- Task have Fun×疾走クレヨン 2マンライブ（2022年12月27日、名古屋RAD HALL / 29日、原宿RUIDO）

#### 提携・定期公演
- 東京アイドル劇場

- H.I.P.（ハヤシインターナショナルプロモーション）

- GIG TAKAHASHI 2 tour 2023

- （2023年1月21日、新宿BLAZE）
- （2023年1月22日、名古屋クラブクアトロ）
- （2023年1月28日、大阪ESAKA MUSE）
- （2023年1月29日、広島LIVE VANQUISH）
- （2023年2月4日、Zepp Haneda）

- GIG TAKAHASHI 3

- （2023年9月2日、神田スクエアホール）
- （2023年11月3日、原宿RUIDO）

- タワーレコード渋谷・新宿
  - Go BABY 5!!!（2021年6月12日）
  - Task have Fun×タワレコLIVE〜TOWER HAVE FUN〜（2021年8月25日）
  - ハロウィン LIVE 2021（2021年10月31日）
  - Task X’masLIVE  -Day &Night-（2021年12月24日）
  - X’mas LIVE!!!『タスクリ2021』（2021年12月25日、新宿）
  - X’mas LIVE！『タスクリ2022』（2022年12月24日、新宿）
  - X’mas LIVE 2022！Day＆Night（2022年12月25日）
- ONE TIME（神田YMCAスペースYホール）
  - 2022年（1月15日、2月26日）
- IDOL SQUARE
  - 2022年（4月24日、8月20日・21日・31日、9月14日、12月10日）

#### イベント企画
2023年
- TASK成人式（2023年1月15日、渋谷O-Crest）
- トリプルハッピーバースデーツアー（2023年6月25日、7月2日・10日、クラブeX/赤羽ReNY alpha/新宿BLAZE）
- 渋谷でハロウィン 2023（2023年10月29日、渋谷MAGNET屋上）
- 名古屋前乗りしちゃいました!!!（2023年10月13日、ヴィレッジヴァンガード名古屋パルコ）
- Free live Tour 2023～3年ぶりのフリラ!!!～（2023年11月10日 - 12月10日）

### 参加

#### 大型フェス
※期間トータル収容規模2000人以上を目安

##### 定期出演
- TOKYO IDOL FESTIVAL（フジテレビ本社屋/お台場特設会場）
  - TIF 2017（2017年8月4日 - 6日）
  - TIF 2018（2018年8月3日 - 5日）[122]
  - TIF 2019（2019年8月2日 - 4日）[123]
  - TIF オンライン2020（2020年10月2日 - 4日）
  - TIF 2021（2021年10月3日）
  - TIF 2022（2022年8月5日・6日）
  - TIF ASIA TOUR 2023 in Tokyo DAY2（2023年6月19日、渋谷O-EAST）
  - TIF 2023（2023年8月4日・6日）
- @JAM（横浜アリーナ）
  - @JAM EXPO 2017（2017年8月26日・27日）[124]
  - @JAM 2018：DAY2 〜SUPER LIVE〜（2018年5月26日、Zepp DiverCity）
  - @JAM EXPO 2018（2018年8月26日）
  - @JAM 2019：DAY2 〜SUPER LIVE〜（2019年5月26日、Zepp DiverCity）
  - @JAM EXPO 2019（2019年8月24日・25日）
  - @JAM ONLINE FESTIVAL 2020（2020年8月29日、Zepp DiverCity）
  - くまフェス×@JAM～くまフェス 10th anniversary～（2021年4月3日、熊本城ホール）
  - @JAM 2021：DAY2 〜SUPER LIVE〜（2021年5月30日、Zepp DiverCity）
  - @JAM EXPO 2020-2021（2021年8月27日・28日・29日）
  - @JAM 2022：DAY2 〜SUPER LIVE〜（2022年5月29日、Zepp DiverCity）
  - @JAM EXPO 2022（2022年8月27日・28日）
  - @JAM EXPO 2023（2023年8月27日）
  - 謹賀新年！アイドル初夢ライブ（2024年1月2日、Zepp DiverCity）
- TOKYO IDOL PROJECT×@JAM『ニューイヤープレミアムパーティー』（Zepp DiverCity）
  - NPP 2018（2018年1月3日）
  - NPP 2019（2019年1月3日）
  - NPP 2020（2020年1月3日）
  - NPP 2021（2021年1月2日）
  - NPP 2022（2022年1月2日・3日）
  - NPP 2023（2023年1月3日）
- アイドル甲子園（新木場STUDIO COAST）
  - in 新木場STUDIO COAST（2016年6月26日）
  - SUMMER FESTIVAL 2016（2016年8月13日）
  - SUMMER FESTIVAL 2017（2017年9月10日）
  - SPRING FESTIVAL 2018（2018年3月24日）
  - アイドル甲子園×DDD〜Discovery iDol Depot〜（2018年10月6日）
  - SPRING FESTIVAL 2019（2019年3月24日）
  - 8th Anniversary（2021年8月10日）
- MX IDOL FESTIVAL
  - Vol.6（2019年1月27日、Zepp Tokyo）
  - Vol.13（2020年1月18日、Zepp DiverCity）
  - Vol.14（2020年1月19日、Zepp Tokyo）
  - Vol.20（2020年12月26日、豊洲PIT）
  - Vol.21（2021年1月31日、Zepp Haneda）
  - Vol.24（2021年6月13日、豊洲PIT）
- IDORISE!! FESTIVAL（Shibuya O-Group）
  - 2019 -DAY-（2019年3月9日）
  - 2022（2022年3月13日）
  - 2023（2023年3月11日・12日）
- SEKIGAHARA IDOL WARS 〜関ケ原唄姫合戦〜（岐阜県関ケ原町 桃配運動公園）
  - 2019（2019年7月20日・21日）
  - 2021 in 尾張（2021年7月24日・25日、愛知県国際展示場）
  - 2022（2022年7月23日・24日）
  - 2023（2023年7月22日・23日）
- 六本木アイドルフェスティバル（六本木ヒルズアリーナ）
  - 2019（2019年7月27日）
  - 2021（2021年7月31日・8月1日、渋谷公会堂）
  - 2022（2022年7月30日）
  - 2023（2023年7月30日）
  - ニューイヤーだよ！六本木アイドルフェスティバル（2024年1月6日、EXシアター六本木）
- ギュウ農フェス
  - 秋のSP 爆音大収穫祭 road to 2020（2019年10月5日、新木場STUDIO COAST）
  - 秋のSP2021 -さらば怪物音響オクタゴン-（2021年11月14日、新木場STUDIO COAST）
  - 秋のSP2022 お台場2days -Field of Dreams-（2022年10月16日、お台場地区夢の広場）
  - THE LIVE！in 歌舞伎町（2023年10月1日、歌舞伎町 新宿BLAZE/新宿SAMURAI/ロフトプラスワン）
- クロフェス
  - 2020 ～真夏のアイドル祭だしん～（2020年8月16日、テレ朝動画）
  - 2021 ～2回目だしん！みんなでアイドル祭りだ ワワワワワァ〜♪～（2021年5月15日、新木場STUDIO COAST）
  - 2022 ～今年は野外フェスで盛り上がるしん！～（2022年4月29日、海の森水上競技場）
  - 2023 ～野外フェスでキュンからのバッキューン♡だしん!!～（2023年4月22日・23日、海の森水上競技場）
- 超NATSUZOME（幕張海浜公園）
  - 2021（2021年7月3日・4日）
  - 2022（2022年7月3日）
  - NATSUZOME 2023（2023年4月1日、稲毛海浜公園野外音楽堂）
  - 2023（2023年7月1日）
- アイドルアラモード
  - Vol.1（2021年7月22日、Zepp Yokohama）
  - Vol.3（2021年9月26日、立川ステージガーデン）
  - Vol.8（2022年6月19日、J:COMホール八王子）
  - Vol.10（2022年10月15日、J:COMホール八王子）
  - Vol.13（2023年2月12日、Zepp Yokohama）
  - Vol.15（2023年10月14日、Lives NAGOYA/Lives FARM）

##### その他
- ウタ娘スーパーライヴ2016 EARLY SUMMER（2016年5月21日、新木場STUDIO COAST）
- LIVEプラス（2016年8月7日、Zepp Tokyo）
- FORCE MUSIC FESTIVAL（2016年9月3日、新木場STUDIO COAST）
- 第12回 スリランカ フェスティバル 2016（2016年9月24日・25日、有明イーストプロムナード）
- TOKYO IDOLISM 2016（2016年10月15日、豊洲PIT）
- 本格音楽女子祭（2016年12月11日、新木場STUDIO COAST）
- アイドル最前線。 SPECIAL（2017年5月5日、新木場STUDIO COAST）
- アイドル横丁夏まつり!!（横浜赤レンガパーク）
  - 〜2017〜（2017年7月8日・9日）
  - 〜2018〜（2018年7月7日・8日）
- MAWA LOOP
  - 2017（2017年10月15日、大阪アメリカ村）
  - TOKYO 2019（2019年11月10日、Shibuya O-Group）
- アイドルジェネレーション vol.54 〜September Symphonies〜（2018年9月22日、Zepp Tokyo）
- ももいろクリスマス（さいたまスーパーアリーナ/コミュニティアリーナ）
  - 2018「サテライトパーク"堀アキラ"」（2018年12月25日）
  - 2019「サテライトパーク"堀アキラ" パート2」（2019年12月25日）
- まけんグミフェス☆2019（2019年3月21日、新木場STUDIO COAST）
- DATE THE POP Special edition〜SUMMER DATE〜（2019年8月12日、日比谷野外大音楽堂）
- ツインテールフェス（Shibuya O-Group）
  - 2021（2021年2月2日）
  - 2023（2023年2月2日）
- iDOL on-LINE SUPER SUMMER FESTIVAL2021（2021年7月22日、Zepp Haneda）
- BIT CONNECTION FES ver.0.0（2021年9月5日、新木場STUDIO COAST）
- JAPAN CENTRAL IDOL FESTIVAL 2022（2022年5月7日・8日、愛知県国際展示場）
- IDOL STAGE FES vol.2（2022年5月28日、神奈川県民ホール）
- SPARK in YAMANAKAKO（山梨県山中湖交流プラザきらら）
  - 2022（2022年7月16日・17日・18日）
  - 2023（2023年7月15日・16日）
- ドラゴンクイーンズフェスティバル ～竜王アイドル夏祭り2022～（2022年8月12日・13日、滋賀県竜王町総合運動公園）
- NEO KASSEN（Shibuya O-Group）
  - 2022（2022年8月19日）
  - 2023（2023年8月17日）
- IDOL SQUARE Summer Festival
  - 2022（2022年8月20日、日比谷野外大音楽堂）
  - 2023（2023年7月17日、KT Zepp Yokohama）
- エンドレスサマー2022（2022年8月31日、Shibuya O-Group）
- うるトラすフェスタ（2022年9月26日、Zepp Haneda）
- New Generations!! - Premium Circuit -（2023年2月20日、Shibuya O-Group）
- ッスッゴイライブ（2023年2月26日、KT Zepp Yokohama）
- 歌舞伎町 UP GATE↑↑（2023年5月7日、Zepp Shinjuku）
- かがやきフェス2023（2023年8月19日・20日、石川県 本多の森ホール）
- Tokyo & Night!!!!!（2023年10月17日、渋谷 CLUB QUATTROほか4会場）
- THFes.2023（2023年10月22日、つくばFC万博グラウンド）

#### 海外公演
- TOKYO IDOL FESTIVAL in BANGKOK COMIC CON（2018年4月28日・29日、タイ・バンコク）[125]
- 台北國際動漫節 ICHIBAN JAPAN STAGE（台湾）
  - 第7回（2019年1月19日・20日、台北南港展覧館1館）
  - 第9回（2021年2月7日、台北世界貿易センター）
- Japan Expo 2019（2019年7月4日 - 7日、フランス・パリ）

#### フェス・対バン・客演ほか
2023年
- アイドルアラモードプチ（横浜ランドマークホール）
  - vol.35（2023年2月19日）
  - vol.47（2023年6月4日）
- サコフェス・ハイパー・スペシャル・デラックス!!!（2023年2月18日、渋谷O-WEST）
- NEO JAPONISM主催公演「KASSEN」（2023年2月23日、新宿BLAZE）
- UP-T Festival
  - vol.1（2023年2月25日、品川インターシティホール）
  - vol.2（2023年9月17日、ヒューリックホール東京）
- 月が綺麗ですね vol.18（2023年3月4日、白金高輪SELENE b2）
- まなみのりさ Last Tour 2023『Epilogue』（2023年3月8日、unravel TOKYO）
- アイドル甲子園 in 新宿BLAZE（2023年3月19日、新宿BLAZE）
- ROMAN CANDIES SPECIAL（2023年6月3日、恵比寿LIQUIDROOM）
- fishbowl定期公演 vol.13（2023年6月24日、静岡県・浜松窓枠）
- HYPE IDOL! DX（2023年6月28日、新宿BLAZE）
- 酔っこらフェス（2023年7月7日、新宿BLAZE）
- TOKYO MX presents 虹コンアイドル研究部！（2023年7月9日、ヒューリックホール東京）
- 豆柴の大群の道玄坂PARTY VOL.8～豆タスク～（2023年8月26日、渋谷O-WEST）
- JAPAN IDOL SUPER LIVE 2023（2023年9月14日、川崎CLUB CITTA'）
- アイドルアラモードVol.14～名古屋城出張SP～（2023年9月18日、名古屋城 二の丸広場）
- C;ON's Love Call（2023年9月19日、六本木unravel tokyo）
- かすみ草とステラ presents「大青春祭」（2023年10月2日、渋谷O-EAST/O-WEST）
- 日韓文化交流フェスティバル（2023年10月7日、福岡宗像ユリックス）
- IDOL☆STAR -LIGHT- vol.1（2023年10月19日、新宿ReNY）
- 手羽先センセーション presents.「タスクハブセンセーション」（2023年10月25日、横浜1000CLUB）
- ＠JAM the Field vol.24（2023年10月28日、恵比寿LIQUIDROOM）
- Appare! HALLOWEEN 2023（2023年10月29日、GARDEN新木場FACTORY）
- @JAM×アイドル横丁presents 秋葉原アイドルサーキットvol.3（2023年11月3日、神田明神ホール）

## 出演
※主にレギュラー・準レギュラー・特別出演のみ記載

### 冠番組
- Task have Fun の たのしく すまいるで くりあ（2018年10月20日、日テレプラス） - 特別番組
- Radio have Fun（2022年1月 - 、FM FUJI） - ラジオ番組
- logirl「Task have Fun Diary」（2023年4月 - 、テレ朝動画） - 配信番組
- 西川あやの×Task have Fun いつだってラジオのそばで（2024年9月 - 、AuDee） - 配信番組

### テレビ
- IDOL♡アカデミー(K・U・T )ノ爆（2017年4月・2019年5月、Kawaiian TV）
- 超! アイドル戦線（2018年5月・10月、TOKYO MX） - Task have Fun特集
- 24時間テレビ 「愛は地球を救う」41（2018年8月26日、日本テレビ系列）
- 我愛偶像 IDOLS OF ASIA（2018年9月5日、MTV台湾）
- 濱口女子大学（2020年2月、テレビ大阪）
- カワイク大爛闘! バトルロアイドル（2020年9月25日、日テレプラス・日本テレビ）
- 夜バゲット（2020年8月27日・28日、日本テレビ）
- Tune（2022年11月、フジテレビ） - 月替わりマンスリーゲスト

### ラジオ
- HAPPY-GO-LUCKY みづきーのrainbow tribe☆（2016年8月 - 2017年3月、レインボータウンFM） - 不定期出演
- りゅうちぇると高見奈央のiDOL on-line!（2021年4月28日、渋谷クロスFM）
- Music Palette♪（2021年8月、TBSラジオ） - 8月のマンスリー

### ネット配信

#### 定期配信
- 部屋の中の天使たち（2017年8月28日から - 、SHOWROOM）
- Task have Fun YouTube LIVE（2019年10月17日 - 、YouTube）
- チェキチャ! 個人配信（2019年12月から - 、UtaTen） [149]
- Task＋club「どこでもTask ONLINE」（2020年3月14日から）
- 小さな国ちゃんねる「WAKU WAKU WORLD」（2021年12月 -2022年、small worlds TOKYO / ミクチャ） - MC（月2回配信）

#### その他
- きみだけLIVE×アイドル甲子園（2016年8月5日 - 9日、Skype）
- 「Task have Fun」単独公演（2017年10月1日、ニコニコ生放送）
- HTML ZERO3 コラボTシャツ発売記念 Webサイン会（2017年11月11日、YouTube Live）
- 矢口真里の火曜The NIGHT（2017年11月1日・2018年8月1日・2021年9月8日、AbemaTV）[150]- 2018年8月は里仲菜月のみ[151]
- Venus 前編/後編（2019年10月12日/13日、dTVチャンネル） - Task have Fun特集[152]
- Task have Fun配信ライブ・シリーズ（2020年5月31日から、Streaming+）
- @JAM PLAY BACK（2020年8月8日、Pigooオンデマンド） - Task have Fun特集
- スペースシャワーTVプラス「Task have Fun ライブ&ミュージックビデオスペシャル」（2020年11月10日 - 23日、LINE LIVE）
- LIG presents 渋谷LOFT9高校アイドル部 vol.8（ツイキャス）
- TALKIN'ABOUT season2（2022年10月4日、YouTube Live）

### 舞台
- みょーちゃん劇団 第11回公演『3年B組 みょー八先生』（2023年6月14日 - 18日、シアター・アルファ東京）[153] - 女子生徒 役

### CM・広告・イメージモデル
- GRIND「Task have Fun Limited Edition」（2017年7月、Skullcandy Japan）
- Men's JOKER PREMIUM（2017年9月・2018年10月、アッカ・インターナショナル）[154]
- HTML ZERO3×Task have Fun「コラボTシャツ」（2017年10月、ベクター）[155]
- JG「ケンズカフェ東京」広告モデル（2017年11月、H14）
- 「MX IDOL FESTIVAL Vol.2」イベントCM（2018年2月9日 - 25日、東京MX）
- FitEar「SAFE LISTENING」（2018年5月以降、須山歯研）
- タワーレコード新宿店「NO MUSIC, NO IDOL?」
  - VOL.172（2018年5月 - 6月）[156]
  - VOL.211（2020年2月 - 3月）[157]
  - VOL.227（2020年10月 - 11月）[158]
  - VOL.240（2021年4月 - 5月）[159]
  - VOL.254（2021年11月 - 12月）[160]
  - VOL.276（2022年10月 - 11月）[161]
  - VOL.291（2023年10月 - 11月）[162]
- TIF2018×MinoriTY×Task have Fun（2018年8月、MinoriTY）
- 新宿御苑前駅看板「ケンズカフェ東京」（2018年10月 - 2019年）
  - 2019年 四面版（2019年5月 - 11月、撮影：枝優花）[163]
- HTML ZERO3×Task have Fun「Triquetra」（2018年10月、ベクター）[164]
- JG「ケンズカフェ東京『ショコラオレ』」（2018年11月、H14）[165]
- モバイル保険 webCM（2018年11月から、さくら少額短期保険株式会社） - メイン：里仲菜月、エキストラ：熊澤風花・白岡今日花
- タワーレコード錦糸町パルコ店オープニング・キャンペーン広告（2019年3月 - 5月、タワーレコード）[166]
- FUJIFILM「instax mini Liplay」（2019年6月、富士フイルム）
- Skullcandy（Skullcandy Japan）
  - ワイヤレスイヤホン「Push HyperTropical」（2019年7月）
  - ワイヤレスイヤホン「Push Task have Fun LIMITED EDITION」（2019年10月）[167]
- UtaTen「チェキチャ!」アンバサダー webCM（2019年11月、IBGメディア）[168]
- @JAM 10th Anniversary アンバサダーアイドル（2020年、@JAM）
- 錦糸町PARCO クリスマスメッセージ企画（2020年12月1日 - 25日、タワーレコード錦糸町パルコ）
- 西武レクリエーション『西武秩父駅前温泉 祭の湯』広告モデル（2023年9月、西武グループ）

### 書籍

#### 連載
- Top Yell（2017年2月 - 2018年2月、竹書房）

#### 雑誌・表紙掲載など
- アイドルヴィレッジ（2017年5月創刊号 - 、メタ・ブレーン） - 表紙あり[169]
- 日経エンタテインメント!「アイドルSpecial 2018春」（2018年3月7日、日経BP）
- Top Yell NEO 2018 SUMMER（2018年6月30日、竹書房）
- Japan FASIONISTA  No.12（2019年1月、Global NeXT） - 表紙・タイ王国出版社
- アイドルフォトの撮り方 フレーミング編（2019年3月5日、誠文堂新光社、青山裕企）[170]
- マイナビ進学マガジン 6月号（2019年6月、マイナビ） - 表紙
- UTB+ vol.48（2019年7月、ワニブックス）
- Rocket vol.20（2020年1月25日、Rocket Base） - 表紙
- 装苑 11月号（2020年9月28日、文化出版局）[171]
- Top Yell NEO 2020 AUTUMN（2020年9月30日、竹書房）
- ヤングチャンピオン烈 No.6（2022年5月17日、秋田書店）- 裏表紙